# The Network
Pour les articles homonymes, voir Network.
 (février 2023).
Si vous disposez d'ouvrages ou d'articles de référence ou si vous connaissez des sites web de qualité traitant du thème abordé ici, merci de compléter l'article en donnant les références utiles à sa vérifiabilité et en les liant à la section « Notes et références ».
En pratique : Quelles sources sont attendues ? Comment ajouter mes sources ?
The Network est un groupe de musique new wave.

## Histoire

### Money Money 2020
Leur premier album nommé Money Money 2020 (en) sort le 30 septembre 2003.
Bien qu'ils le démentent, The Network semble être l'association du groupe punk-rock Green Day (Billie Joe Armstrong, Mike Dirnt, Tré Cool) et de deux membres additionnels de Green Day : Jason Freese et Ronnie Blake. Le fait que l'album soit sorti pendant la période de repos de Green Day, la ressemblance entre la voix du chanteur de Network et celle de Billie Joe Armstrong, la similitude des thèmes abordés (masturbation, drogue, sexe…) et le fait que The Network signent sur le label du chanteur de Green Day :Adeline Records ne peuvent que renforcer cette hypothèse. Les démentis des deux groupes confortent aussi l'idée que ce sont bien les mêmes personnes.
Ceci a été confirmé puisque Green Day en septembre 2009 a sorti une liste de single en vinyle dont un sur Foxboro Hot Tubs et un autre portant le titre Disk 17 : The Network.[réf. souhaitée]

### Réédition de l'album
Money Money 2020 a été réédité en 2004, avec deux pistes additionnelles, Hammer of the Gods et une reprise de Misfits, Teenagers From Mars, qui peut aussi être entendue sur Tony Hawk's American Wasteland.

### Money Money 2020 Part II: We Told Ya So!
Le 4 décembre 2020, le groupe sort leur second album nommé Money Money 2020 Part II: We Told Ya So! (en).

## Style
Les membres sont masqués et portent des noms étranges ainsi que des attributions pour le moins rocambolesques.

## Membres (description d'après le groupe)
Entre parenthèses sont indiquées les hypothèses quant à l'identité réelle des personnages.
FINK : Il est peut-être considéré comme le leader puisqu'il finance le groupe avec l'argent qu'il a gagné grâce à son invention nucléaire « top secrète ». Chanteur et guitariste, il est du signe du Verseau. (Billie Joe Armstrong)
VAN GOUGH : Végétarien originaire de Belgique, il a été forcé à travailler dans l'abattoir de son oncle étant jeune. Il a ensuite déménagé pour le Tibet. Après 12 tentatives d'escalader l'Everest, une grande partie de son corps a été gelé et il a perdu son nez. Il habite maintenant a Oakland et élève des animaux de laboratoire. Il est le bassiste du groupe et chante parfois. (Mike Dirnt)
THE SNOO : Catcheur mexicain originaire d'Argentine, il a eu une enfance pauvre dans les rues de Buenos Aires, mais il ne veut pas que son succès avec The Network modifie sa garde-robe. Il a été arrêté 2 fois au Texas pour avoir « perturbé » cet état. Il aime manger des piments. Il est le batteur du groupe. Il est très reconnaissable sur certaines photo du groupe. (Tré Cool)
CAPTAIN UNDERPANTS : Athlète de haut niveau (même si l'on ne sait pas dans quel sport), il a gagné deux médailles olympiques pour la Suède. Il a fabriqué son premier synthétiseur alors qu'il n'avait que 6 ans. Il parle 7 langues différentes, et toutes avec un très léger accent. (Jason Freese)
Z : C'est un sculpteur islandais dont le nom est trop dur à prononcer, on l'appelle donc tout simplement Z. Il aime faire de l'auto-stop, il joue du synthétiseur avec un seul doigt et il n'utilise que ceux fabriqués par Captain Underpants. (Ron Blake)

## DVD
- Disease is Punishment (9 novembre, 2004)